# Argun (fiume)
L'Argun (in russo Аргун?; in georgiano არღუნი?, Arghuni; in ceceno Орга, Orga) è un fiume del Caucaso settentrionale, affluente di destra della Sunža. Appartiene al bacino del Terek.
Ha origine dai ghiacciai sulle pendici settentrionali della catena del Gran Caucaso in Georgia. Nel corso superiore, prima della confluenza con il fiume Šaroargun, è storicamente chiamato Čanty-Argun (in russo Чанты-Аргун?). Il fiume scorre in direzione nord-orientale. Prima di raggiungere la pianura - le cosiddette "Porte dell'Argun" (catena laterale del Caucaso) - il fiume scorre attraverso la montuosa Cecenia nella gola dell'Argun, che è più o meno priva di alberi vicino alle sorgenti del fiume, e al di sotto è ricoperta da quasi continue foreste. La parte montuosa del bacino dell'Argun e i suoi affluenti costituiscono la parte occidentale della Cecenia montuosa: i distretti Itum-Kalinskij e Šatojskij.
Questa zona è uno dei luoghi originari dell'insediamento ceceno ed è caratterizzata da numerose rovine di antichi aul con tradizionali strutture a torre.
Dopo essere entrato nella pianura, continua lungo il confine tra i distretti Groznenskij e Šalinskij della Cecenia fino a sfociare nella Sunža a 39 km dalla foce. Ha una lunghezza di 148 km e il suo bacino è di 3 390 km². La valle è densamente popolata. La città di Argun si trova nel corso inferiore del fiume.